# Лисиче (Костурско)
Лисиче е бивше село в Егейска Македония, Гърция, на територията на дем Горуша, област Западна Македония.

## История
В преброителен османски дефтер от средата на XV век (№ 237) селото е показано като част от тимара на Андроникос и Янко, стари спахии. Лисиче има 40 или 44 ханета (домакинства), 4 неженени и 2 вдовици.
Селото се споменава в османски дефтер от 1530 година под името Лисичар, село с 2 ханета гяури и 3 ергени гяури.